# 権謀術数
権謀術数（けんぼうじゅっすう）とは、主に社会や組織などの集団において物事を利己的な方向へ導き、自身や所属集団の地位や評価等を高めるために取られる手段や策略であり、それらが用いられるさまを表す総称。「権」は権力、「謀」は謀略、「術」は技法、「数」は計算を意味するとされ、初出は中国宋代の儒学者・朱子（朱熹）の『大学章句序』。
会話上のテクニックや気づかいなどの小さなもののみならず、時に賄賂や恐喝、暗殺などの直接的な手段や勝つための技法も含む。また、人を欺く計略を巡らすことや、その策略のことも指し、「権謀」は状況の変化に応じた策略、「術数」は謀りごとを意味する。
極端な場合、自分さえ良ければ周囲がどうなろうが関係ないという危険思想に到達する。社会集団においてこういった思想を持つ人物が1人でも現れると社会集団が破壊される危険がある。こうしたことから、過度な権謀術数の行使は、道義・社会正義の下で抑圧されるべきである。

## 概要
現代においては多くの場合、集団において個人が負う役務そのものによってではなく、「それ以外の手段」によって集団内の地位・評価を高めようとする行為を特に指して言う。例えば、組織内において自身の発言力を高めるために対立する個人を組織から排除しようとしたり、あるいは自身の功績を実際以上に大きく見せるべく印象を操作するなどの場合がそれに当たる。権謀術数を成功させるためには狡猾さが重要であるが、往々にして手段が非道徳的になりがちで、過激なやり方をすると多くの人を傷つけることになる。また、権謀術数のみで自分の地位・評価を上げることを考えた場合、自分は実際の能力以上に得をするものの、所属する集団の全体が歪んで集団の効率性を大幅に落とすことになる（ビジネス的に言えば企業の経営状態を悪化させることになる）。結果がどうであれ、道義的には好ましくない方法である。当然のことながら社会正義にも反する。
ライバルとしのぎをけずるビジネスマンの処世術としては有効であるともされた（不可欠な人材を排除するなどして企業の経営に打撃を与えない限りは）。
日常の会話や主義主張を述べる際、自己の利益につながる情報を織り交ぜ、聞き手からの印象をいかに変化させるかという行為は、現代におけるより身近な権謀術数の一例である。このとき織り交ぜる情報は事実に基づいた情報である必要はなく、虚実や他者の悪評・誇張など、利己的な情報であればその真偽や適正は無関係である。要点は、いかに相手に情報を信じ込ませ、その情報を刷り込むかの一点である。そのため、権謀術数を用いる者は愛嬌・相鎚・大げさな身振り手振り・はっきりとした口調・笑顔等を駆使し、好印象や強い印象・信頼を相手に刻もうとする。
よい印象が話し手に付加されることで、聞き手はその内容を真に受けやすくなる。こうなると、話し手は利己的な情報を聞き手に受け入れさせることが容易になり、話し手に都合のよい行動へと誘導されることになるとされる。
福沢諭吉は、「文明論之概略」（1875年）において「其外国交際の法の如きは、権謀術数至らざる所なしと云ふも可なり（※）」と述べている。
※至らざる所なし -  何をするかわからない
　と云うも可なり -  と言ってもよい
チェーザレ・ボルジアは権謀術数を駆使して支配領域を拡大するなど波乱の生涯をおくり、チェーザレの政治的力量をみたマキャベリは『君主論』を執筆した。

## 一例
- 上役に、ある問題を解決した当人がいない所で、自分がその問題に対し大変な苦労をしたように雄弁を振るう。上役は当人ではなく語った者を解決者と誤認する。
- 排斥したい他者の行動を語る際、誇張と虚実を加えて周囲に語る。後に当人がいる時、周囲の前で当人に確認を求める。確認を求めたのが誇張と虚実事実の部分を除いた本当のことの部分であるため、周囲は誇張と虚実を加えた全てを当人が認めたように誤解する。
- 過失を生じさせた場合、それが仕方のないこと、外的要因があることであるように話を誘導する。もしくは、話自体をそらそうとする。自身が責任を追及される方向に話を持っていかないように話術・ジェスチャー・愛嬌を駆使する。
- 集団内の他者達に賛辞を送る場合、あえて特定の個人の名を外す。これはその特定の個人に疎外感を与えることが目的と考えられるが、その特定の個人がその行為を行った者の価値観に何の関心も持っていなければ、その行為自体が無意味になる。
- 集団内の地位向上を図るものであれば、下記のようなものがある。

集団内において、進んで基幹となる仕事を請け負う。
→集団内の要点を一手に握る。
→自分がいなくては物事が前に進まない状態を作り、集団内でその構成員に自分の価値を認識させる。
→集団内に細かく指示を出し、従わない者は話術により村八分にしていく。他の構成員は孤立に対する恐怖から、次第に指示に逆らわなくなる。
→失敗については詭弁と愛嬌により自分の過失を断じて認めず、責任を他者に求める。これは集団内における信用と体面を失わないためである。
→自身の掌握する要点の範囲を広げていく。このことで、集団内における発言力が高まる。
他の例と同様、自己の利益が目的であり、集団の利益と他の構成員の利益は目的には含まれない。
- 例えば「事故に見せかけて相手を暗殺する」などはより直接的な（かつ古典的な）権謀術数例の一つと言える。
- 中世の戦国時代などでは、和平をもちかけて相手をおびき出し暗殺する、偽の情報を流して敵方をかく乱させる、味方を増やすなど、さまざまな権謀術数の手段がとられた。例えば豊臣秀吉が本能寺の変直後の大返しの際、「織田信長は生きている」という事実を歪曲させる偽情報を流し、明智光秀に味方しないよう図ったことなどが挙げられる。